# 澳大利亞弱棘鯻
澳大利亞弱棘鯻（學名：Hephaestus carbo）為鱸形目鱸亞目鯻科的其中一種，分布於澳洲淡水流域，為特有種，本魚體成紡錘型，背部隆起且高，體色鐵灰色至黑色，並散佈黃褐色的大理石斑紋，尾鰭截形，魚鰭為黑色，體長可達33公分，棲息在沿海沙泥底質、水質清澈且流動快速溪流底中層水域，溫度約25°C-30°C，屬肉食性，以小魚及甲殼類(偏好蝦)為食，繁殖期為11月至隔年3月間，成魚會保護魚卵並搧動魚鰭提供足夠的氧，可做為觀賞魚。

## 擴展閱讀
維基物種上的相關：澳大利亞弱棘鯻